# Сражение при Мендигоррии
Сражение при Мендигоррии (исп. Batalla de Mendigorría) — самое крупное сражение эпохи Первой карлистской войны, произошедшее 15 июля 1835 года.
После того, как попытка взять Бильбао потерпела неудачу, командование карлистов решило перенести армейскую базу в Эстелью. После смерти Томаса де Сумалакарреги дон Карлос передал командование карлистской армией на севере генералу Висенте Гонсалесу Морено.
Генерал Луис Фернандес де Кордова, назначенный новым командующим правительственной армией, после снятия с Бильбао осады, решил направить свои войска в Виторию, чтобы начать отвоевание территории, занятой весной Сумалакарреги. Через Ордунью он двинулся в Виторию и здесь узнал, что карлисты находятся в Эстелье. Он отказался от своего первоначального плана, решив направиться в этот регион, но опасаясь действий противника, был вынужден сделать крюк через Пеньясерраду, Логроньо, переправиться через Эбро, затем повернуть через Сесму и Лерин в сторону Эстельи. В Монтежурра ему сообщили, что карлисты покинули этот город, пересекли реку Арга и заняли Мендигоррию. Это заставило Фернандеса де Кордову направил свой марш на восток и 14 июля прибыть в Ларрагу.
Солдаты Морено — 24 000, почти вся армия дона Карлоса — были размещены на позициях южнее Мендигоррии. В тылу у них была река Арга с одним только путём отхода через мост. Фернандес де Кордова подошел с юга с тремя дивизиями численностью 36 000. Левый фланг возглавил Бальдомеро Эспартеро, а центр и правый фланг — сам командующий.
Правительственные войска атаковали первыми. Эспартеро атаковал правый фланг карлистов и занял господствующий холм Серро-де-ла-Корона, создав угрозу полуокружения. Борьба в центре была более упорной: стороны понесли тяжелые потери. Карлисты яростно защищались, но были вынуждены отступить. Их отступление проходило неорганизованно. Большая часть перешла реку вброд, меньшая — по узкому мосту через Аргу. Сам дон Карлос смог сбежать благодаря усилиям по обороне моста бригадного генерала Бруно Вильяреаля.
В результате карлисты потеряли около 1500 человек убитыми, ранеными и пленными. Правительственные войска — около 1000. Однако «кристинос» не воспользовались результатами победы.